# Iraklij Tsereteli
Iraklij Georgijevitj Tsereteli (ryska: Ираклий Георгиевич Церетели, georgiska: ირაკლი წერეთელი), född 20 november 1881 i Kutaisi, guvernementet Kutaisi, Kejsardömet Ryssland, död 21 maj 1959 i New York, var en rysk revolutionär politiker.
Tsereteli var av georgisk börd. Han studerade vid Moskvauniversitetet och verkade sedan som tidningsredaktör i Georgien, invaldes 1907 i andra riksduman och framträdde där som mensjevikernas ledande talare. Då andra duman i juni samma år upplöstes med anledning av en uppdiktad anklagelse mot dess socialdemokratiska partigrupp för uppvigling av trupperna och anslag mot tsarens liv, blev Tsereteli arresterad och dömd till mångårigt straffarbete i Sibirien. Han frigavs först i samband med februarirevolutionen 1917, återkom i april till Petrograd och vann till följd av sitt politiska martyrskap och sin glänsande talarbegåvning genast stor popularitet och en inflytelserik ställning i Petrograds sovjet. Han blev i maj samma år minister för post och telegraf i den då bildade koalitionsministären, övertog i juli inrikesministerposten, men avgick vid ministären Aleksandr Kerenskijs ombildning i augusti för att i stället i det allryska soldat- och arbetarrådet och i Petrograds sovjet överta ledningen av striden mot de alltmer påträngande bolsjevikerna. 
Tsereteli uppträdde under revolutionens första skede ivrigt för koalition mellan de grupper, som på revolutionens grund ville fortsätta kriget och samtidigt förmå de allierade till en i demokratisk riktning gående revision av krigsmålen. Efter oktoberrevolutionen ägnade sig han i sitt hemland åt georgisk politik; han förhandlade 1919 i republiken Georgiens intresse med fredskonferensens ledande statsmän i Paris. År 1923 gick han i landsflykt i Paris och flyttade senare till USA.